# Pelhřimov (distrito)
Pelhřimov é um distrito da República Checa na região de Vysočina, com uma área de 1.290 km² com uma população de 72.339 habitantes (2007) e com uma densidade populacional de 56 hab/km².